# Asa N.º 42 da RAAF
A Asa N.º 42 é uma asa da Real Força Aérea Australiana (RAAF) responsável pelo suporte do serviço das aeronaves Boeing E-7A Wedgetail. Foi formada pela primeira vez em fevereiro de 1943 e comandou as estações de radar da RAAF no norte de Queensland e na costa sul da Nova Guiné Holandesa até ser dissolvida em outubro de 1944. Foi restabelecida na sua função actual em 2006.

## História
A Asa N.º 42 foi estabelecida em Townsville, Queensland, a 1 de fevereiro de 1943. Foi uma das três asas de radar formadas nessa época (juntamente com as asas n.º 41 e 44) para melhorar o comando e controle da grande rede de estações de radar da RAAF. A asa era responsável pelas estações de radar localizadas no norte de Queensland e na costa sul da Nova Guiné Holandesa. Além de controlar as suas atividades, a sede da asa coordenou a movimentação de pessoal de reposição, serviços médicos, correspondência e suprimentos para as estações. Além disso, a asa estabeleceu novas estações e moveu as unidades existentes em consulta com os comandos operacionais locais da RAAF na área.
Em meados de 1944 determinou-se que as asas de radar não eram adequadas para apoiar o rápido avanço dos Aliados no sudoeste do Pacífico. Como resultado, foi decidido desmantelar todas as três unidades e transferir as estações de radar para unidades móveis de controle de caças. A Asa N.º 42 foi dissolvida a 1 de outubro de 1944, e as suas estações de radar subordinadas foram transferidas para a Unidade Móvel de Controlo de Caças N.º 113.
Em meados dos anos 2000, foi decidido restabelecer a Asa N.º 42 como parte do processo de introdução em serviço dos seis Boeing E-7A Wedgetail da RAAF. A unidade foi reformada na Base aérea de Williamtown a 1 de janeiro de 2006. A intenção dessa estrutura era a de permitir que o Esquadrão N.º 2 se concentrasse na operação dos Wedgetails. Em 2015, a sede da Asa N.º 42 e do Esquadrão N.º 2 estavam baseados numa instalação de alta segurança na Base aérea de Williamtown.
O Esquadrão N.º 10 da RAAF foi transferido para o controle da Asa N.º 42 a 2 de maio de 2019. Esta unidade está localizada na Base aérea de Edimburgo e opera dois Lockheed AP-3C Orions que foram modificados para uma função de guerra eletrónica.